# رابناو
رابنوا زاكسن (بالألمانية: Rabenau, Saxony) هي قرية و بلدة ألمانية تقع في ألمانيا في سويسرا السكسونية-جبال الخام الشرقية ‏. يقدر عدد سكانها بـ 4,709 نسمة .